# Mistrzostwa Świata Juniorów w Saneczkarstwie 2023
38. Mistrzostwa świata juniorów w saneczkarstwie 2023 odbyły się w dniach 14–15 stycznia 2023 r. w austriackim Bludenz. Zawodnicy rywalizowali w pięciu konkurencjach: jedynkach kobiet, jedynkach mężczyzn, dwójkach kobiet, dwójkach mężczyzn oraz w rywalizacji drużynowej.
Klasyfikację medalową wygrała reprezentacja Łotwy, która zdobyła trzy tytuły mistrzowskie i jednocześnie najwięcej medali.

## Terminarz
| Data             | Miejscowość | Konkurencja       | Złoto                                                               | Srebro                                                                           | Brąz                                                                      |
| ---------------- | ----------- | ----------------- | ------------------------------------------------------------------- | -------------------------------------------------------------------------------- | ------------------------------------------------------------------------- |
| 14 stycznia 2023 | Bludenz     | Jedynki mężczyzn  | Kaspars Rinks                                                       | Marco Leger                                                                      | Hannes Röder                                                              |
| 14 stycznia 2023 | Bludenz     | Dwójki kobiet     | Łotwa Viktorija Ziediņa · Selīna Zvilna                             | Austria Lisa Zimmermann · Dorothea Schwarz                                       | Łotwa Marta Robežniece · Kitija Bogdanova                                 |
| 15 stycznia 2023 | Bludenz     | Jedynki kobiet    | Julianna Tunicka                                                    | Barbara Allmaier                                                                 | Alexandra Oberstolz                                                       |
| 15 stycznia 2023 | Bludenz     | Dwójki mężczyzn   | Łotwa Kaspars Rinks · Vitālijs Jegorovs                             | Niemcy Moritz Jäger · Valentin Steudte                                           | Stany Zjednoczone Marcus Mueller · Ansel Haugsjaa                         |
| 15 stycznia 2023 | Bludenz     | Sztafeta mieszana | Niemcy Anka Jänicke · Marco Leger · Moritz Jäger · Valentin Steudte | Ukraina Julianna Tunicka · Danyjił Marcynowski · Wadym Mykiewycz · Bohdan Babura | Łotwa Zane Kaluma · Kaspars Rinks · Raimonds Baltgalvis · Krisjanis Bruns |

## Wyniki

### Jedynki kobiet
- Data / Początek: Niedziela, 15 stycznia 2023 r.

| Medal | Zawodniczka         | Narodowość | 1. zjazd | 2. zjazd | Czas     | Strata |
| ----- | ------------------- | ---------- | -------- | -------- | -------- | ------ |
|       | Julianna Tunicka    | Ukraina    | 32.295   | 32.428   | 1:04.723 | –      |
|       | Barbara Allmaier    | Austria    | 32.410   | 32.524   | 1:04.934 | +0.211 |
|       | Alexandra Oberstolz | Włochy     | 32.469   | 32.602   | 1:05.071 | +0.348 |
| 4.    | Anka Jänicke        | Niemcy     | 32.736   | 32.349   | 1:05.085 | +0.362 |
| 5.    | Alina Bräutigam     | Niemcy     | 32.372   | 32.728   | 1:05.100 | +0.377 |
| 6.    | Frančeska Bona      | Łotwa      | 32.552   | 32.616   | 1:05.168 | +0.445 |
| 7.    | Lisa Zimmermann     | Austria    | 32.571   | 32.654   | 1:05.225 | +0.502 |
| 8.    | Antonia Pietschmann | Niemcy     | 32.892   | 32.494   | 1:05.386 | +0.663 |
| 9.    | Zane Kaluma         | Łotwa      | 32.478   | 33.080   | 1:05.558 | +0.835 |
| 10.   | Melina Fischer      | Niemcy     | 32.157   | 33.481   | 1:05.638 | +0.915 |
| ...   | ...                 | ...        | ...      | ...      | ...      | ...    |
| 19.   | Dominika Piwkowska  | Polska     | 33.639   | 33.501   | 1:07.140 | +2.417 |
| 31.   | Nikola Domowicz     | Polska     | 35.445   | NQ       | 35.445   | —      |

### Jedynki mężczyzn
- Data / Początek: Sobota, 14 stycznia 2023 r.

| Medal | Zawodnik             | Narodowość | 1. zjazd | 2. zjazd | Czas     | Strata |
| ----- | -------------------- | ---------- | -------- | -------- | -------- | ------ |
|       | Kaspars Rinks        | Łotwa      | 31.846   | 31.987   | 1:03.833 | –      |
|       | Marco Leger          | Niemcy     | 32.069   | 32.122   | 1:04.191 | +0.358 |
|       | Hannes Röder         | Niemcy     | 32.108   | 32.152   | 1:04.260 | +0.427 |
| 4.    | Alex Gufler          | Włochy     | 32.166   | 32.137   | 1:04.303 | +0.470 |
| 5.    | Danyjił Marcynowski  | Ukraina    | 32.283   | 32.279   | 1:04.562 | +0.729 |
| 6.    | Hans Fritzsch        | Niemcy     | 32.320   | 32.243   | 1:04.563 | +0.730 |
| 7.    | Noah Kallan          | Austria    | 32.291   | 32.335   | 1:04.626 | +0.793 |
| 8.    | Florian Tanzer       | Austria    | 32.323   | 32.376   | 1:04.699 | +0.866 |
| 9.    | Rasmus Moberg        | Szwecja    | 32.519   | 32.388   | 1:04.907 | +1.074 |
| 10.   | Vlad Mușei           | Rumunia    | 32.436   | 32.476   | 1:04.912 | +1.079 |
| ...   | ...                  | ...        | ...      | ...      | ...      | ...    |
| 16.   | Arkadiusz Trojga     | Polska     | 32.733   | 32.727   | 1:05.460 | +1.627 |
| 37.   | Maksymilian Gutowski | Polska     | 34.180   | NQ       | 34.180   | —      |
| 38.   | Adam Jaśkiewicz      | Polska     | 34.339   | NQ       | 34.339   | —      |

### Dwójki kobiet
- Data / Początek: Sobota, 14 stycznia 2023 r.

| Medal | Zawodniczki                        | Narodowość | 1. zjazd | 2. zjazd | Czas     | Strata |
| ----- | ---------------------------------- | ---------- | -------- | -------- | -------- | ------ |
|       | Viktorija Ziediņa Selīna Zvilna    | Łotwa      | 34.422   | 34.446   | 1:08.868 | –      |
|       | Lisa Zimmermann Dorothea Schwarz   | Austria    | 34.507   | 34.380   | 1:08.887 | +0.019 |
|       | Marta Robežniece Kitija Bogdanova  | Łotwa      | 34.441   | 34.562   | 1:09.003 | +0.135 |
| 4.    | Annika Krause Magdalena Matschina  | Niemcy     | 34.519   | 34.552   | 1:09.071 | +0.203 |
| 5.    | Nadia Falkensteiner Annalena Huber | Włochy     | 34.834   | 34.717   | 1:09.551 | +0.683 |
| 6.    | Elisa-Marie Storch Elia Reitmeier  | Niemcy     | 34.960   | 34.639   | 1:09.599 | +0.731 |
| 7.    | Natasza Chytrenko Wiktorija Kowal  | Ukraina    | 35.138   | 35.105   | 1:10.243 | +1.375 |
| 8.    | Nikola Domowicz Dominika Piwkowska | Polska     | 35.095   | 35.174   | 1:10.269 | +1.401 |
| 9.    | Anna Čežíková Lucie Jansová        | Czechy     | 34.879   | 35.415   | 1:10.294 | +1.426 |
| 10.   | Lina Riedl Anna Lerch              | Austria    | 35.219   | 35.294   | 1:10.513 | +1.645 |

### Dwójki mężczyzn
- Data / Początek: Niedziela, 15 stycznia 2023 r.

| Medal | Zawodnicy                             | Narodowość        | 1. zjazd | 2. zjazd | Czas     | Strata |
| ----- | ------------------------------------- | ----------------- | -------- | -------- | -------- | ------ |
|       | Kaspars Rinks Vitālijs Jegorovs       | Łotwa             | 33.145   | 33.303   | 1:06.448 | –      |
|       | Moritz Jäger Valentin Steudte         | Niemcy            | 33.150   | 33.506   | 1:06.656 | +0.208 |
|       | Marcus Mueller Ansel Haugsjaa         | Stany Zjednoczone | 33.474   | 33.602   | 1:07.076 | +0.628 |
| 4.    | Raimonds Baltgalvis Krisjanis Bruns   | Łotwa             | 33.495   | 33.583   | 1:07.078 | +0.630 |
| 5.    | Paul Kunze Max Trippner               | Niemcy            | 33.741   | 33.550   | 1:07.291 | +0.843 |
| 6.    | Mircea Răzvan Turea Sebastian Motzca  | Rumunia           | 33.702   | 33.811   | 1:07.513 | +1.065 |
| 7.    | Philipp Brunner Manuel Weissensteiner | Włochy            | 33.876   | 33.740   | 1:07.616 | +1.168 |
| 8.    | Wadym Mykiewycz Bohdan Babura         | Ukraina           | 34.013   | 33.908   | 1:07.921 | +1.473 |
| 9.    | Pascal Kunze Maddox Götze             | Niemcy            | 34.381   | 35.176   | 1:09.557 | +3.109 |
| 10.   | Christián Bosman Michal Macko         | Słowacja          | 35.796   | 33.932   | 1:09.728 | +3.280 |

### Sztafeta mieszana
- Data / Początek: Niedziela, 15 stycznia 2023 r.

| Medal | Zawodnicy                                                             | Narodowość        | Czas     | Strata |
| ----- | --------------------------------------------------------------------- | ----------------- | -------- | ------ |
|       | Anka Jänicke/Marco Leger/Moritz Jäger/Valentin Steudte                | Niemcy            | 1:41.746 | –      |
|       | Julianna Tunicka/Danyjił Marcynowski/Wadym Mykiewycz/Bohdan Babura    | Ukraina           | 1:43.101 | +1.355 |
|       | Zane Kaluma/Kaspars Rinks/Raimonds Baltgalvis/Krisjanis Bruns         | Łotwa             | 1:43.655 | +1.909 |
| 4.    | Sophia Gordon/Aidan Mueller/Marcus Mueller/Ansel Haugsjaa             | Stany Zjednoczone | 1:43.959 | +2.213 |
| 5.    | Viktória Praxová/Christián Bosman/Vratislav Varga/Metod Majerčák      | Słowacja          | 1:44.993 | +3.247 |
| 6.    | Alexandra Oberstolz/Alex Gufler/Philipp Brunner/Manuel Weissensteiner | Włochy            | 1:47.093 | +5.347 |
| 7.    | Sara Drăgan/Vlad Mușei/Mircea Răzvan Turea/Sebastian Motzca           | Rumunia           | 1:49.246 | +7.500 |

## Klasyfikacja medalowa
| Miejsce | Państwo           |   |   |   | Razem |
| ------- | ----------------- | - | - | - | ----- |
| 1.      | Łotwa             | 3 | 0 | 2 | 5     |
| 2.      | Niemcy            | 1 | 2 | 1 | 4     |
| 3.      | Ukraina           | 1 | 1 | 0 | 2     |
| 4.      | Austria           | 0 | 2 | 0 | 2     |
| 5.      | Stany Zjednoczone | 0 | 0 | 1 | 1     |
| 5.      | Włochy            | 0 | 0 | 1 | 1     |